# Олейник, Алексей Степанович
Алексей Степанович Олейник (укр. Олексій Степанович Олійник; род. 14 ноября 1977, Запорожье) — украинский футболист, защитник и полузащитник. Сыграл в более чем ста матчах чемпионата Украины. Выступал за молодёжную сборную Украины.

## Ранние годы
Алексей Олейник родился 14 ноября 1977 года в Запорожье. Воспитанник ДЮСШ «Металлург» Запорожье. Первым тренером был Равиль Шарипов, который считал футболиста самым талантливым в своём выпуске. Алексей был любимцем Шарипова и тот сравнивал его с Владимиром Бессоновым за технику и диспетчерские задатки.

## Клубная карьера
В 1996 году подписал контракт с запорожским «Металлургом». Дебютировал на профессиональном уровне 13 апреля 1996 года в проигранном (1:4) выездном матче 23-го тура высшей лиги чемпионата Украины против ивано-франковского «Прикарпатья». Алексей вышел на поле на 73-й минуте поединка, заменив Валентина Полтавца. Дебютным голом за «Металлург» отличился на 65-й минуте победного (2:0) домашнего матча 12-го тура высшей лиги против львовских «Карпат». Олейник вышел в стартовом составе и отыграл весь поединок. В течение своего пребывания в запорожской команде в высшей лиге сыграл 55 матчей и отметился 5 голами, ещё 8 поединков (1 гол) за «Металлург» Алексей сыграл в Кубке Украины.
В начале 1998 года, вместе с другими игроками «Металлурга» (Андреем Карякой, Александром Ильченко и Яковом Крипаком), перешел в киевский ЦСКА. В составе своего нового клуба дебютировал 9 марта 1998 года в победном (2:0) домашнем поединке 1/8 финала Кубка Украины против симферопольской «Таврии». Алексей вышел на поле в стартовом составе и отыграл весь поединок, а на 37-й минуте получил жёлтую карточку. В высшей лиге за киевскую команду дебютировал 22 марта 1998 года в победном матче 17-го тура чемпионата Украины против запорожского «Металлурга». Олейник вышел на поле в стартовом составе, а на 86-й минуте был заменен на Александра Алексеенко. Дебютным голом за ЦСКА отличился на 117-й минуте (реализовал пенальти) ничейного (1:1) домашнего матча 1/4 финала Кубка Украины против днепропетровского «Днепра». Алексей вышел на поле в стартовом составе, отыграл весь поединок и, кроме забитого мяча, «отличился» на 55-й минуте жёлтой карточкой. 8 июня 1998 года на 80-й минуте отличился дебютным голом за киевскую команду в высшей лиге, произошло это в победном (3:2) домашнем матче 28-го тура против донецкого «Металлурга». В том матче Алексей вышел на поле в стартовом составе и отыграл весь поединок. В течение своего пребывания в составе столичных «армейцев», в высшей лиге сыграл 61 матч и отметился 6 голами, ещё 7 матчей (1 гол) Олейник сыграл в Кубке Украины и 2 игры в Кубке обладателей кубков. Также играл в финале Кубка Украины против киевского «Динамо», где, впервые в истории финалов кубка, не забил важный пенальти в ворота Александра Шовковского на 62-й минуте, что привело к проигрышу команды со счётом 1:2. Кроме этого, во время своих выступлений в киевской команде, периодически выходил на поле в футболке перволигового фарм-клуба ЦСКА-2, в футболке которого сыграл 34 матча и отметился 2 голами.
Летом 2001 года, вместе с Александром Ильченко (также играл с ним в «СКА-Энергия»), вернулся в Запорожье, где выступал в областном чемпионате в футболке местного клуба ЗАлК.
В январе 2002 года был на просмотре и почти вернулся в запорожский «Металлург», но не подошел клубу и уехал в Россию, где подписал контракт с местным второлиговым клубом «СКА-Энергия» (Хабаровск). В хабаровском клубе дебютировал 28 марта 2002 года в проигранном (0:1) выездном матче первого дивизиона чемпионата России против ФК «Химки». Алексей вышел на поле на 86-й минуте поединка, заменив Дмитрия Мирочника. Дебютным голом в футболке СКА отметился 25 июня 2002 года на 8-й минуте победного (2:0) домашнего поединка 15-го тура первого дивизиона против красноярского «Металлурга». Алексей вышел на поле в стартовом составе и отыграл весь поединок. В течение двух сезонов, проведённых в красноярской команде, в чемпионатах России сыграл 59 матчей и отметился 2 голами, ещё 3 матча в футболке «металлургов» сыграл в Кубке России. Покинул клуб из-за несоответствия уровню клуба.
В начале 2004 года вернулся на Украину и подписал контракт с луганской «Зарёй». В футболке луганского клуба дебютировал 16 марта 2004 года в победном (1:0) домашнем матче первой лиги против ахтырского «Нефтяника». Олейник вышел в стартовом составе, а на 46-й минуте его заменил Никита Каменюка. В футболке «Зари» в первой лиге чемпионата Украины сыграл 15 матчей.
Первую часть сезона 2004/05 годов провёл в составе харьковского «Арсенала». 5 сентября 2004 года дебютировал за «Арсенал» в ничейном (1:1) выездном матче против сумского «Спартака-Горобыны». Алексей вышел на поле на 64-й минуте поединка, заменив Олега Глушка. В течение первой части сезона провёл 11 поединков. Вторую же часть сезона провёл в составе алчевской «Стали». За алчевскую команду дебютировал 2 апреля 2005 года в победном (2:0) домашнем поединке 21-го тура первой лиги против стрыйского «Газовика-Скалы». Олейник вышел на поле в стартовом составе и отыграл 82 минуты. Через пять дней, 7 апреля 2005 года, отличился первым и последним голом в футболке «Стали». Это произошло на 36-й минуте победного (3:0) выездного матча 22-го тура первой лиги против донецкого «Шахтёра-2». Алексей вышел на поле в стартовом составе, а на 56-й минуте его заменил Дмитрий Романенко. В футболке «Стали» в первой лиге чемпионата Украины сыграл 13 матчей на позиции центрального полузащитника и отметился 1 голом.
В феврале 2005 года почти стал игроком «Таврии», но спустя неделю пришёл на просмотр в харьковский «Металлист», с которым через полгода подписал полноценный контракт. 17 июля 2005 года дебютировал за «металлистов» в победном (1:0) домашнем поединке 2-го тура высшей лиги против криворожского «Кривбасса». Алексей вышел на поле на 83-й минуте поединка, заменив Юрия Петрова. Дебютным голом за харьковский клуб отличился на 51-й минуте победного (1:0) домашнего поединка 12-го тура высшей лиги против алчевской «Стали». Этот гол оказался решающим в том поединке. Олейник вышел на поле в стартовом составе и отыграл весь матч. В течение двух сезонов, проведённых в Харькове ключевым игроком так и не стал. Если в первом сезоне Олейник периодически выходил на поле в составе основной команды, то в следующем сезоне Алексей в основном выступал за молодёжную команду «харьковчан». В сезоне 2006/07 провёл 3 матча в основе, от бронзовой медали отказался. Всего в чемпионатах Украины за «Металлист» сыграл 13 матчей и отметился 1 голом, ещё 5 матчей провёл в Кубке Украины. За дубль «Металлиста» в молодёжном чемпионате Украины сыграл 28 матчей и отметился 2 голами.
Сезон 2007/08 годов провёл в составе днепродзержинской «Стали». За новую команду дебютировал 16 сентября 2007 года в ничейном (1:1) домашнем матче против киевской «Оболони». Алексей вышел на поле на 79-й минуте, заменив Олега Шутова. В составе «сталеваров» также не стал основным игроком, сыграв лишь 7 матчей в первой лиге.
В 2009 году перешёл в состав симферопольского клуба «ИгроСервис». За крымскую команду дебютировал 29 марта 2009 года в ничейном (0:0) выездном поединке 20-го тура первой лиги против «Феникса-Ильичёвца». Алексей вышел на поле в стартовом составе, но на 80-й минуте его заменил Эльдар Ибрагимов. В крымской команде стал ключевым игроком и сыграл 13 матчей в первой лиге чемпионата Украины. В том же году покинул «ИгроСервис» после расформирования команды и перешёл в любительский клуб «Авангард» (Краматорск), который в то время играл в чемпионате Донецкой области. Вместе с краматорской командой дошел до финала кубка области, где уступил географическому соседу и следующей команде в своей карьере славянскому «Славхлебу». В составе «Славхлеба» сыграл всего 3 матча. В 2011 году был на просмотре в «Николаеве».
После этого продолжил выступать на любительском уровне. Играл за ряд клубов по пляжному футболу, а также за ряд мини-футбольных клубов в Запорожье. С 2013 по 2015 год выступал в клубе «Таврия-Скиф» (за исключением непродолжительного периода в 2014 году, когда выступал в запорожском «Росо-Неро»).

## Карьера в сборной
26 мая 1998 года под руководством Виктора Колотова дебютировал в составе молодёжной сборной Украины до 21 года в выездном товарищеском матче против Венгрии. В рамках квалификации на чемпионат Европы 2000 года среди молодёжных команд Олейник сыграл в 7 играх и забил 1 гол. Украина по итогам отбора заняла третье место и не смогла попасть в финальную часть турнира. Всего на молодёжном уровне за два года провёл 11 матчей, в которых забил 2 гола (в ворота сверстников из Исландии и Армении).

## Тренерская карьера
С 2013 года — играющий тренер клуба «Таврия-Скиф». Как игрок в 2013 году стал серебряным призёром Запорожской области. В 2014 году получил первую тренерскую награду — его команда стала чемпионом области, а Олейник стал лучшим тренером области по результатам прошедшего сезона. В 2015 году в составе «скифов» провёл одну игру в качестве полевого игрока, а в качестве тренера стал обладателем кубка области. В 2016 году во второй раз стал тренером-чемпионом области, кроме того в том году победил в турнире памяти Максима Белого, а также дошел до полуфинала Кубка Приднепровья. В 2017 году как тренер выиграл Открытое зимнее первенство областного центра. В сезоне 2016/17 любительского чемпионата Украины «Таврия-Скиф» стала 2-й в группе, хотя некоторое время была на 1-м месте и до последнего боролась с харьковским «Металлистом 1925» за первую строчку группы.
В 2012 году судил игры в чемпионате области, в качестве арбитра провёл 12 матчей. С 2016 года регулярно участвует в играх команды ветеранов запорожского «Металлурга».

## Достижения
- Бронзовый призёр чемпионата Украины: 2006/07[52]
- Победитель Первой лиги Украины: 2004/05
- Финалист Кубка Украины: 1997/98

## Статистика

### Клубная статистика
| Сезон   | Клуб                  | Лига                | Чемпионат | Чемпионат | Кубок | Кубок |
| Сезон   | Клуб                  | Лига                | Игры      | Голы      | Игры  | Голы  |
| ------- | --------------------- | ------------------- | --------- | --------- | ----- | ----- |
| 1995/96 | Металлург (Запорожье) | Высшая лига Украины | 10        | 0         | 0     | 0     |
| 1996/97 | Металлург (Запорожье) | Высшая лига Украины | 30        | 2         | 6     | 1     |
| 1997/98 | Металлург (Запорожье) | Высшая лига Украины | 15        | 3         | 2     | 0     |
| 1997/98 | ЦСКА (Киев)           | Высшая лига Украины | 14        | 1         | 6     | 1     |
| 1998/99 | ЦСКА (Киев)           | Высшая лига Украины | 24        | 4         | 1     | 0     |
| 1998/99 | → ЦСКА-2 (Киев)       | Первая лига Украины | 8         | 1         | —     | —     |
| 1999/00 | ЦСКА (Киев)           | Высшая лига Украины | 23        | 1         | 0     | 0     |
| 1999/00 | → ЦСКА-2 (Киев)       | Первая лига Украины | 6         | 0         | —     | —     |
| 2000/01 | → ЦСКА-2 (Киев)       | Первая лига Украины | 20        | 1         | —     | —     |
| 2002    | СКА-Энергия           | Первый дивизион ПФЛ | 28        | 1         | 2     | 0     |
| 2003    | СКА-Энергия           | Первый дивизион ПФЛ | 30        | 1         | 1     | 0     |
| 2003/04 | Заря (Луганск)        | Первая лига Украины | 15        | 0         | 0     | 0     |
| 2004/05 | Арсенал (Харьков)     | Первая лига Украины | 11        | 0         | 0     | 0     |
| 2004/05 | Сталь (Алчевск)       | Первая лига Украины | 13        | 1         | 0     | 0     |
| 2005/06 | Металлист             | Высшая лига Украины | 10        | 1         | 3     | 0     |
| 2006/07 | Металлист             | Высшая лига Украины | 3         | 0         | 2     | 0     |
| 2007/08 | Сталь (Д)             | Первая лига Украины | 7         | 0         | 0     | 0     |
| 2008/09 | ИгроСервис            | Первая лига Украины | 13        | 0         | 0     | 0     |
| Итого   | Итого                 | Итого               | 281       | 17        | 23    | 2     |

Источники:
- Статистика — Профиль на сайте FootballFacts.ru

### Список матчей за молодёжную сборную
| №  | Дата            | Соперник         | Счёт | Соревнование                                                       |
| 1  | 26 мая 1998     | Венгрия (до 21)  | 1:3  | Товарищеский матч                                                  |
| 2  | 14 июля 1998    | Польша (до 21)   | 6:1  | Товарищеский матч                                                  |
| 3  | 4 сентября 1998 | Россия (до 21)   | 1:0  | Отборочный турнир на чемпионат Европы среди молодёжных команд 2000 |
| 4  | 13 октября 1998 | Армения (до 21)  | 8:0  | Отборочный турнир на чемпионат Европы среди молодёжных команд 2000 |
| 5  | 20 марта 1999   | Грузия (до 21)   | 1:0  | Товарищеский матч                                                  |
| 6  | 26 марта 1999   | Франция (до 21)  | 4:0  | Отборочный турнир на чемпионат Европы среди молодёжных команд 2000 |
| 7  | 30 марта 1999   | Исландия (до 21) | 5:1  | Отборочный турнир на чемпионат Европы среди молодёжных команд 2000 |
| 8  | 18 августа 1999 | Болгария (до 21) | 6:2  | Товарищеский матч                                                  |
| 9  | 3 сентября 1999 | Франция (до 21)  | 0:0  | Отборочный турнир на чемпионат Европы среди молодёжных команд 2000 |
| 10 | 7 сентября 1999 | Исландия (до 21) | 4:1  | Отборочный турнир на чемпионат Европы среди молодёжных команд 2000 |
| 11 | 9 октября 1999  | Россия (до 21)   | 2:0  | Отборочный турнир на чемпионат Европы среди молодёжных команд 2000 |